# سکونت‌پذیری سامانه‌های ستاره‌ای رشته اصلی نوع کی
سکونت‌پذیری سامانه‌های ستاره‌ای رشته اصلی نوع کی که با نام کوتوله‌های نارنجی نیز شناخته می‌شوند، ممکن است نامزد زیست فرازمینی باشند. این ستارگان همچنین با نام "ستاره‌های گلدیلاک" شناخته می‌شوند زیرا در طیف غیرفرابنفش  تابش کافی ساطع و دمایی فراهم می‌کنند که به آب مایع امکان وجود در سطح سیاره را می‌دهد. آنها همچنین در رشته اصلی پایدارتر از خورشید باقی می‌مانند زیرا هیدروژن خود را به نسبت خورشید، آرام‌تر می‌سوزانند،  این امر زمان بیشتری را به پیدایش حیات در سیاره دور ستاره دنباله اصلی نوع کی می‌دهد.
بسته به اندازه ستاره، منطقه قابل سکونت سیاره از ۰.۱ - ۰.۴ تا ۰.۳ - ۱.۳ واحد نجومی (AU) است   تا فاصله به قدری دور باشد که قفل کشندی به ستاره نداشته باشد و فعالیت شعله‌های خورشیدی به اندازه‌ای کافی کم باشد تا برای حیات کشنده نباشد. در مقابل، ستارگان کوتوله قرمز بیش از حد فعالیت خورشیدی دارند و به سرعت سیارات را به صورت کشندی در مناطق قابل سکونت خود قفل می‌کنند و بدین ترتیب آنها را برای زندگی نامناسب‌تر می‌سازند. احتمال حیات پیچیده به دور ستاره‌های رشته اصلی نوع کی نسبت به ستاره‌های مشابه خورشید بیشتر است زیرا دمای مناسب و زمان کافی برای تکامل را فراهم می‌آورد. برخی از سیارات اطراف ستاره‌های دنباله اصلی نوع K نامزد بالقوه برای حیات فرازمینی هستند.

## همچنین ببینید
- اختربیولوژی
- کمربند حیات
- زیست‌پذیری سیاره‌ای
- سکونت‌پذیری قمرهای طبیعی
- زیست‌پذیری سامانه‌های ستاره‌ای دوگانه
- سکونت‌پذیری سامانه‌های ستاره‌ای نوترونی